# 스토레벨트 해협

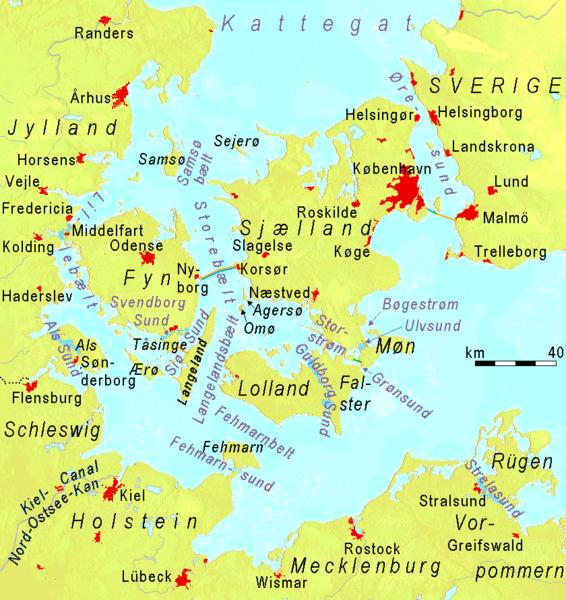
스토레벨트 해협의 위치

스토레벨트 해협(-海峽; 덴마크어: Storebælt) 또는 의역(意譯)하여 대벨트 해협(大벨트 海峽, 영어: Great Belt)은 덴마크의 셸란섬과 퓐섬 사이의 해협이다. 1997년 해협의 두 섬을 연결하는 스토레벨트 다리가 건설되었다.

## 같이 보기
- 릴레벨트 해협
- 외레순 해협